# Hawa Dembaya
Hawa Dembaya è un comune rurale del Mali facente parte del circondario di Kayes, nella regione omonima.
Il comune è composto da 10 nuclei abitati:
- Bangassy
- Botéguékourou
- Fatola
- Kaffa
- Kéniou
- Kounda
- Lomba
- Lontou
- Mamoudouya
- Médine (centro principale)